# Seal Team Six: The Raid on Osama Bin Laden
Seal Team Six: The Raid on Osama Bin Laden, (br: O homem mais procurado do mundo), é um filme do ano de 2012, baseado em fatos reais, em uma ação conjunta entre a CIA e as forças especiais da Marinha norte-americana, os chamados Seals. Em uma operação na cidade de Abbottabad, Paquistão, eles conseguem pistas que levaram o governo dos EUA ao seu maior inimigo: trata-se do terrorista Osama bin Laden, o homem mais procurado do mundo, culminando com a sua morte em maio de 2011.Os fatos revelados no filme, não foram  "confirmados ou negados" pelos oficiais da Casa Branca.

## Elenco
Seals:
- Cam Gigandet como Stunner
- Anson Mount como Cherry
- Freddy Rodriguez como Trench
- Xzibit como Mule
- Kenneth Miller como Sauce
- Tait Fletcher como D Punch
- Robert Knepper como tenente-comandante

CIA
- Kathleen Robertson como Vivian
- William Fichtner como Mr. Guidry
- Eddie Kaye Thomas como Christian
- Kristen Rakes como Analista da CIA